# Punto di specchio magnetico
In astrofisica, un punto di specchio magnetico è un punto in cui il moto di una particella elettricamente carica intrappolata in un campo magnetico (come quello terrestre) inverte la sua direzione. Più precisamente, è il punto in cui la proiezione del vettore velocità della particella nella direzione del vettore campo magnetico è uguale a zero.